# Hans Dietrich Erichsen
Hans Dietrich Erichsen (* 29. April 1924 in Patschkau, Oberschlesien; † 6. Februar 1999 in Freiburg im Breisgau) war ein deutscher Architekt und Politiker der Grünen.

## Leben und Politik
Hans Dietrich Erichsen war Architekt in Freiburg. Er stand den Zielen der Anthroposophie nahe und unterstützte auch den Aufbau von Einrichtungen mit anthroposophischem Hintergrund. Als Bauherr war er hingegen auch an der Errichtung von Großwohnsiedlungen in Freiburg beteiligt.
Erichsen wurde 1980 von den Grünen in Freiburg und dem Landkreis Breisgau-Hochschwarzwald als Kandidat im Landtagswahlkreis Freiburg I aufgestellt und war in der darauffolgenden Legislaturperiode einer von sechs Abgeordneten der ersten grünen Landtagsgruppe. Am 4. Juni 1980 wurde Erichsen vom grünen Gruppenvorsitzenden Wolf-Dieter Hasenclever als Gegenkandidat von Lothar Späth für das Amt des Ministerpräsidenten vorgeschlagen. Er erhielt dabei lediglich drei Stimmen, weil drei Abgeordnete der Grünen, darunter Erichsen selbst, zum Zeitpunkt der Landtagssitzung bei einer Demonstration in Gorleben weilten. Zur Wahl 1984 verzichtete Erichsen angesichts der veränderten politischen Ausrichtung der grünen Landespartei und des Freiburger Kreisverbands auf eine erneute Landtagskandidatur und zog sich anschließend aus dem politischen Leben zurück.